# مارینا آکولوفا
مارینا آکولوفا (روسی: Марина Акулова؛ زادهٔ ۱۳ دسامبر ۱۹۸۵) یک بازیکن والیبال اهل روسیه است. 